# Nalda
Nalda is een gemeente in de Spaanse provincie en regio La Rioja met een oppervlakte van 24,60 km². Nalda telt 960 inwoners (1 januari 2016).